# Verrallina mccormicki
Verrallina mccormicki är en tvåvingeart som beskrevs av John Nicholas Belkin 1962. Verrallina mccormicki ingår i släktet Verrallina och familjen stickmyggor. Inga underarter finns listade i Catalogue of Life.